# Zweitausender

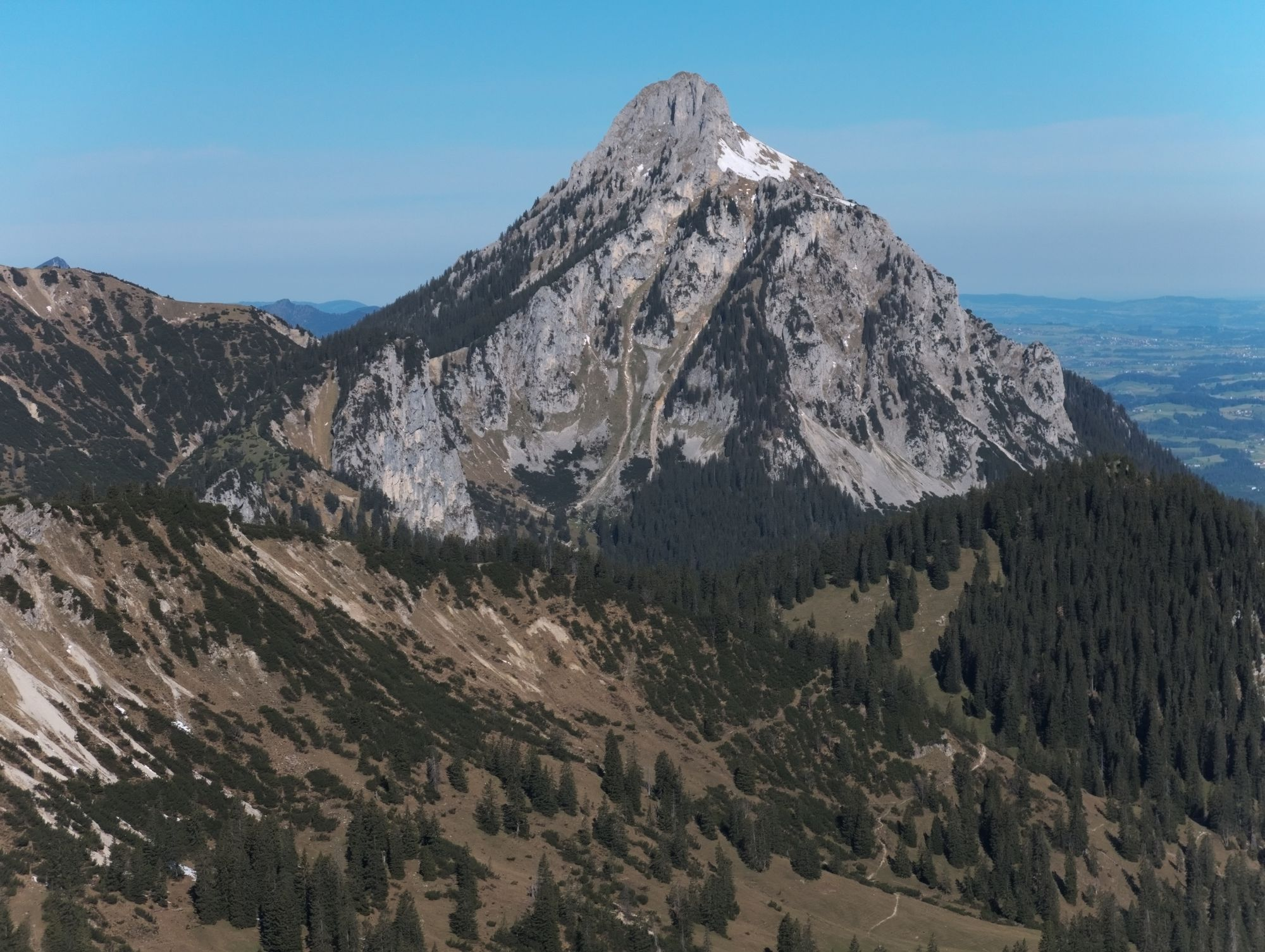
Ammergauer Alpen, Ostseite des Säuling

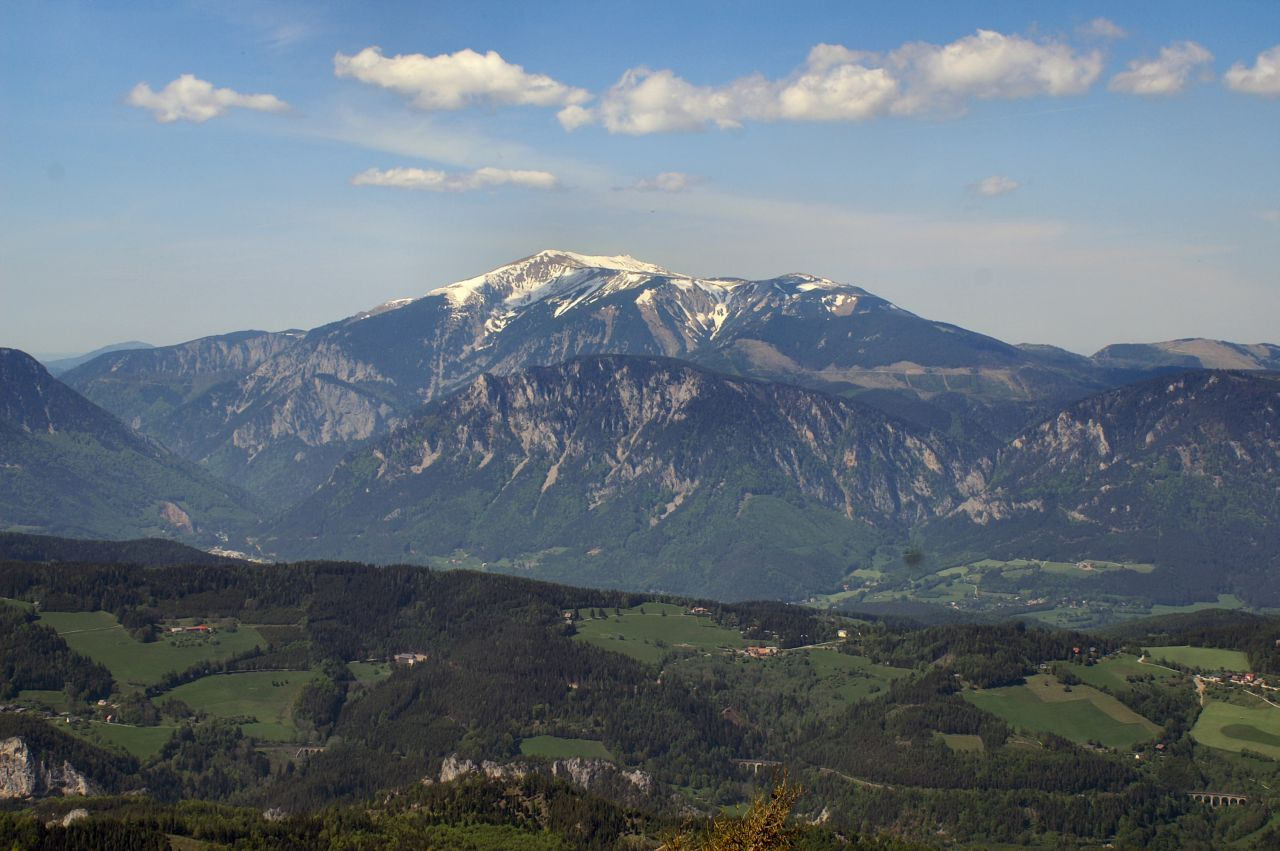
Der Schneeberg, gesehen von Süden (Semmering)

Als Zweitausender (auch kurz geschrieben als: 2000er) ist eine Bezeichnung für Gipfel, die mindestens 2000, aber weniger als 3000 Meter über dem Meer hoch sind.

## Vorkommen in Mitteleuropa
Mittelgebirge sind (für Mitteleuropa) bis etwa 1500 bis 1800 m definiert, sodass sie dort in der Regel nicht vorhanden sind. Im Vorgebirge der Hochgebirge in Europa haben nennenswerte 2000er meist den Charakter von felsigen, geografisch dominanten Bergen. Im Hochgebirge selbst bilden sie allfällig nur Graterhebungen und -ausläufer, nur als Hügel können sie hervortreten, wenn Hochebenen unter der 2000er-Marke liegen.

## Klimatische Aspekte
Klimatisch ist der Unterschied zu Mittelgebirgslagen auffallend, sofern der 2000er eine windexponierte Lage hat. Die Temperaturen liegen aber meist noch etwa im selben Bereich, während bei Dreitausendern in den gemäßigten Breiten auch im Hochsommer die Null-Grad-Grenze unterschritten werden kann.

## Bio- und siedlungsgeographische Aspekte
Biogeographisch betrachtet liegen die 2000er Zentraleuropas schon mitten in der Alpinstufe (oder Entsprechungen anderer Weltgegenden), und durchwegs über der Baumgrenze, siedlungsgeographisch in den gemäßigten Breiten in der Anökumene: Hier ist keine Dauersiedlung, und auch keine Landwirtschaft mehr möglich (die höchsten Dauersiedlungen im Alpenraum liegen bis ca. 2100 Meter), aber noch mitten in der Almregion (bis ca. 2500 m Rasen und Matten, darüber subnivale Polsterpflanzen).
Im mediterranen Raum befindet sich hier schon die aride Dornpolsterstufe (beginnt auf Kreta bei 1500, im Atlas bei 2400 m), die Zweitausender sind von weitgehend wüstenkahlem Erscheinungsbild.
In den Anden etwa nennt man im tropischen Teil die Stufe ab 2000 m (bis 3500 m) Tierra Fria („kühles Land“), hier liegen die 2000er, die primär die küstennahen und amazonischen nebelfeuchten Vorketten  bilden, vollständig unterhalb der Baumgrenze (Nebelwälder im Osten: Yunga, im Westen Lomas).
Im Hindukusch bilden sie als Vorgebirge und Talumrahmung die typische Nadelwaldstufe.

## Alpinismus und sportliche Aspekte
Alpinistisch gelten 2000er im Allgemeinen als leichte bis mäßig anspruchsvolle Touren der Mittel- und Vorgebirgsregionen, dann aber meist als attraktive Aussichtsberge. Die dünner werdende Höhenluft beginnt beim 2000er eine Rolle zu spielen, bei 2500 Metern Höhe etwa beträgt der Luftdruck nur noch 560 mmHg/750 mbar (gegenüber ca. 760 mmHg/1013 mbar auf Meereshöhe, also etwa ¾; Barometrische Höhenformel). Das stellt für den die Höhe nicht gewohnten Bergbesucher schon eine deutliche Belastung dar, andererseits ist der positive Effekt auf den Metabolismus schon in diesen Höhen nachgewiesen: In 2500 m Höhe beträgt die Zunahme der Atemventilation am Beginn der Akklimatisationsphase 65 %, die
Körperprozesse werden gegenüber normal auf das Drei- bis Siebenfache gesteigert. Daher sind 2000er-Touren (Vermeiden einer Überlastung natürlich vorausgesetzt) schon durchaus der Gesundheit förderlich, und diese Höhenlage – natürlich nicht nur auf Berggipfel bezogen – wird auch für Hypoxietraining (Höhentraining) empfohlen. Direkter Aufstieg mit Hilfen (Seilbahn, Kfz) stellt für einen gesunden Körper im Allgemeinen noch keine abnorme Belastung dar, Acute Mountain Sickness (AMS) tritt im Normalfall erst ab der 3000er-Marke ein, nur geringe Probleme ab 2500 m.